# Mercat de capitals
Un mercat de capitals és un mercat financer en què es compren i es venen deutes a llarg termini (més d'un any) o valors recolzats per accions.
Els mercats de capitals són un mitjà pel qual els estalviadors poden canalitzar la seva riquesa cap a empreses i governs que necessiten fons per a inversions a llarg termini. Això ajuda a fomentar el creixement econòmic i la creació d'ocupació. No obstant, per evitar el frau, els reguladors financers supervisen aquests mercats per protegir els inversors.

## Principals característiques
- L'inversor en comprar els títols (accions) es converteix en soci de l'empresa en part proporcional al que ha invertit.
- Hi ha més risc en invertir, ja que és un mercat d'alts rendiments variables, en altres paraules, perquè hi ha molta volatilitat de preus
- No hi ha garantia de beneficis.
- No hi ha un termini definit, cadascú tria quan comprar i quan vendre els títols.
- Hi ha molta liquiditat, és a dir, és relativament fàcil la compravenda dels títols.

## Tipus de mercats de capitals
- En funció del que s'hi negocia, es poden distingir:
  - Mercats de valors
    - Instruments de renda fixa: bons i obligacions.
    - Instruments de renda variable: accions.

  - Mercat de crèdit a llarg termini (préstecs i crèdits bancaris).
- En funció de la seva estructura:
  - Mercats organitzats
  - Mercats no-organitzats de tipus "Over The Counter"
- En funció dels actius:
  - Mercat primari: l'actiu és emès per primera vegada i canvia de mans entre l'emissor i el comprador (ex: Oferta Pública de Venda en el cas de renda variable, emissió de bons en el cas de renda fixa)
  - Mercat secundari: Aquests actius s'intercanvien entre diferents compradors per dotar de liquiditat aquests títols i per a la fixació de preus.

## Participants del mercat de capitals
Dins del mercat de capitals intervenen diverses institucions del sistema financer que participen regulant i complementant les operacions que es duen a terme dins del mercat. Les quatre entitats següents són les més importants:
- Borsa de Valors La seva principal funció és brindar una estructura operativa a les operacions financeres, registrant i supervisant els moviments efectuats per oferents i demandants de recursos. A més, dona fe de cotitzacions i informa l'inversor de la situació financera i econòmica de l'empresa i del comportament dels instruments financers.
- Emissores: Són entitats que col·loquen accions (part alíquota del capital social) o obligacions per obtenir recursos del públic inversor. Les emissores poden ser societats anònimes, el govern federal, les institucions de crèdit o les entitats públiques descentralitzades.
- Intermediaris (Casa de Borsa): Efectuen les operacions de compra i venda d'accions, així com administració de carteres i portafoli d'inversió de tercers.
- Inversors: els inversors poden categoritzar-se en persona física, persona jurídica, inversor estranger, inversor institucional o inversor qualificat. Són persones o institucions amb recursos econòmics excedents i disponibles per invertir en valors.